# Иван Катранов
Иван Николов Катранов, известен като Иван Балкански-Комитата, е български опълченец.

## Биография
Роден е в село Бурумлий (днес Пейчиново) на 24 ноември 1854 година с рождено име Иван Николов Попов. На десетгодишна възраст осиротява и пристига в Свищов, където е осиновен от Петър Илиев Катранов. Името му по осиновяване е Иван Петров Катранов. В някои източници името му се среща и като Иван Николов Катранов.
През 1872 г. заминава за Букурещ като чирак в кръчма, където установява контакт с българските комити. На 4 май 1877 г. се записва в Българското опълчение и е разпределен в Четвърта дружина под командването на майор Пьотър Редкин. Участва в боевете на Шипка, след което се завръща в Свищов. Взима участие в Кресненско-Разложкото въстание от 1878 – 1879 година и в Сръбско-българската война от 1885 година.
От брака си с Мария от Свищов има пет деца – Никола, Веселина, Мария, Божана и Петър. Негов внук е оперетният певец и артист Веселин Дамянов.
Почива на 26 юни 1936 г. в Свищов.

## Признание
Със свое решение от 21 септември 1922 г. Габровският градски общински съвет обявява за почетни граждани 522 поборници и опълченци, един от които (под № 238) е Иван Николов Катранов.